# Joaquín Beunza
Joaquín Beunza Redín (Pamplona, 4 de agosto de 1872-Fuenterrabía, 4 de septiembre de 1936) fue un escritor, abogado, jurista y político tradicionalista español. Concejal del Ayuntamiento de Pamplona, diputado foral navarro y diputado a cortes en las Constituyentes republicanas de 1931, perteneció a la minoría vasconavarra. Fue asesinado por milicianos revolucionarios al comienzo de la guerra civil española.

## Biografía
Nacido en el barrio de la Rochapea de Pamplona en la calle entonces llamada Camino Viejo de la Rochapea. Procedía de una familia humilde de hortelanos, por lo que hizo sus primeros estudios con gran esfuerzo consiguiendo buenas notas y logrando una beca para proseguir estudios en la Universidad de Salamanca licenciándose en Leyes en 1895, siendo especialmente brillante. Posteriormente realizó el doctorado en Madrid, y fue pensionado para ampliar sus estudios en París.
Al retornar a Pamplona ejerció de abogado con un bufete muy prestigoso, especializado en Derecho Foral.
Militó en las filas del carlismo y fue elegido concejal del Ayuntamiento de Pamplona por la Comunión Tradicionalista en 1901 hasta 1906, como teniente de alcalde los dos últimos años. Posteriormente durante 8 años fue diputado foral jaimista, desde 1909 y 1917.
Partidario de la Reintegración foral, petición realizada en 1918. Fue uno de los fundadores de la Sociedad de Estudios Vascos en 1918, participando en el II Congreso de Estudios Vascos con un trabajo sobre la "Enseñanza Primaria en Navarra". 
Participó en la comisión de la Sociedad de Estudios Vascos para preparar el que sería el Estatuto de Estella. Fue partidario de sustituir Estado Vasco por Estado Vasco-Navarro. En el mismo era partidario de incorporar un derecho penal.
Estuvo enfrentado a la Segunda República Española por la política religiosa, pues esta combatía los privilegios de la Iglesia Católica. Participó el 14 de junio de 1931 en el Acto de Afirmación Católica en Pamplona.
Candidato en las elecciones constituyentes de junio de 1931, resultó elegido por Navarra en la coalición católico-fuerista. Formó parte de la Minoría Vasco-Navarra, de la que fue presidente y tuvo como secretario al nacionalista vasco, también elegido por Navarra, José Antonio Aguirre. 
Defendió con firmeza el Estatuto Vasco aprobado en Estella y proclamado en Guernica el 12 de julio de 1931, que él mismo entregó al presidente Alcalá Zamora para su tramitación en las Cortes. 
Durante el otoño, participó en la campaña de agitación y propaganda organizada por diversos colectivos derechistas contra el gobierno de Azaña. El 8 de noviembre, en una concentración multitudinaria celebrada en Palencia, Beunza manifestaba que los católicos debían defender su causa «por todos los medios», incluso ilegales, si fuera necesario.
Opuesto al régimen, en febrero de 1932 afirmó en el Congreso de los Diputados que la propia Cámara y la República obedecían «a un movimiento masónico-judaico».
Le sorprendió el estallido de la guerra civil española en el balneario de Cestona, siendo detenido el 23 de julio y llevado a la cárcel de San Sebastián. Posteriormente fue trasladado al fuerte de Guadalupe en Fuenterrabía. Su amigo Manuel de Irujo habría evitado que los revolucionarios le asesinaran en un primer momento.
Según Manuel de Santa Cruz, a finales de agosto de 1936 los comunistas guipuzcoanos tomaron la iniciativa de canjearle a él y a otros carlistas que tenían detenidos por elementos comunistas detenidos en Pamplona. De acuerdo con este autor, se había dispuesto ya el canje, pero el general Mola lo suspendió y prohibió terminantemente este tipo de actuaciones. El 4 de septiembre, cuando los requetés estaban tomando Irún, fue fusilado, lo cual disgustó mucho a sus compañeros de la Junta Carlista de Navarra, que quisieron haber evitado aquel desenlace. Tras su muerte, el diario tradicionalista Pensamiento Alavés acusó a los separatistas vascos de haber colaborado con los marxistas, por lo menos tácitamente, en su asesinato.
Escritor habitual, Beunza publicó numerosos artículos durante toda de su vida  en medios diversos como en La Avalancha, El Eco de Navarra, El Pensamiento Navarro, Diario de Navarra, Euzkadi, El Día, etc.

## Su amor a laJus la Rocha
De la pluma de Baldomero Barón Rada, Romedobal, escritor prolífico que fuera socialista y miembro de la UGT durante muchos años, se recoge testimonio del estrecho afecto que tuvo a su barrio natal cuya calle donde nació lleva actualmente su nombre. Pone Barón en boca de Beunza:

«... no se concibe un iruñsheme de pura cepa sin un gran afecto a ese típico Barrio de la Rochapea —«Jus la Rocha, como usted la llama» dirá más adelante—, residencia antes (hoy ya no lo es tanto) de aquellos hortelanos y labradores que eran la quintaesencia del espíritu tradicional navarro: leones en la guerra; corderos, pero corderos alegres y retozones, en la paz.»
Baldomero Barón, Pamplona, 24 de septiembre de 1936